# The Power of Good-Bye
"The Power of Good-Bye" é uma canção da cantora estadunidense Madonna, contida em seu sétimo álbum de estúdio, Ray of Light (1998). Foi escrito por Rick Nowels e pela própria intérprete que também produziu a faixa ao lado de William Orbit e Patrick Leonard. A música foi lançada pela Warner Bros. como o quarto single do álbum em 22 de setembro de 1998, sendo distribuída adicionalmente como um single Lado A duplo no Reino Unido com "Little Star". Em termos líricos, a faixa fala sobre como pode ser livre e empolgante dizer adeus ou terminar um relacionamento. A balada de cunho melancólico com toques eletrônicos apresenta violões e cordas em sua instrumentação e um arranjo de Craig Armstrong.
"The Power of Good-Bye" recebeu elogios dos críticos de música, que reconheceram a música como uma das melhores de Ray of Light, com elogios à sua instrumentação e a vibração eletrônica, bem como aos vocais de Madonna que foram comparados com "Frozen" (1998). A música alcançou sucesso comercial em toda a Europa, alcançando o top 10 das tabelas em mais de nove países, incluindo Alemanha, Áustria, Espanha, Hungria, Islândia e Reino Unido, enquanto nos Estados Unidos alcançou o número 11, tornando-se o 37º top 20 de Madonna e sua sétima estréia mais alta na época. Um videoclipe para a canção foi produzido, sendo dirigido por Matthew Rolston em Malibu, Califórnia e apresenta um cenário de cor azul esverdeada e conta com a participação do ator Goran Višnjić como o interesse amoroso da cantora. Madonna tocou a música ao vivo em vários shows e premiações e durante várias apresentações na televisão, mas nunca a incluiu no set list de uma turnê.

## Antecedentes
Entre 1996 e o lançamento do álbum associado à música em 1998, Madonna passou por uma série de "experiências que mudaram a vida", incluindo o nascimento de sua filha Lourdes, o interesse pelo misticismo oriental e pela Cabala, além de desempenhar o papel-título, do filme adaptado do musical Evita (1996). Um ano depois, após a promoção da trilha sonora de Evita, ela começou a desenvolver material para Ray of Light; o álbum refletiria suas novas perspectivas sobre a vida. Madonna escreveu músicas com William Orbit, Patrick Leonard and Rick Nowels.

Foi uma experiência de mudança de carreira para mim. Antes disso, eu sempre escrevia com amigos. Mas trabalhar com Madonna foi a [...] primeira vez que eu escrevi pessoalmente com uma grande artista / escritora. Depois disso, mudei de marcha um pouco, e agora colaboro principalmente diretamente com os artistas.

—Nowels falando sobre a experiência de escrever a música com Madonna.
Enquanto isso, Madonna havia escrito "The Power of Good-Bye" com Nowels; foi uma das nove músicas que eles escreveram para o álbum. Nowels sempre quis trabalhar com Madonna, admirando seu trabalho anterior com Leonard, Stephen Bray e Nile Rodgers. O compositor esteve em Nova Iorque para o Grammy Awards e, durante uma expedição de compras em Barneys, conheceu Madonna. Nowels elogiou a cantora por suas habilidades de composição, mais tarde foi convidada para Los Angeles para sessões de composição. Segundo Lucy O'Brien, autora de Madonna: Like a Icon, "[Nowels] ficou impressionado com a letra de [Madonna]", admitindo que "era profundo, poético e inteligente. Quando ela está no seu melhor, está em pé de igualdade com Joni Mitchell e Paul Simon". Ele também afirmou que as proezas de composição da cantora foram beneficiadas por sua "leitura voraz". Três músicas de suas sessões foram selecionadas para a lista final de faixas, "The Power of Good-Bye", "Little Star" e "To Have and Not to Hold".
Depois de lançar "Drowned World/Substitute for Love" como o terceiro single do álbum em todo o mundo, "The Power of Good-Bye" foi escolhido para ser lançado como o quarto single do álbum, já que "estações de rádio e fãs obstinados [há muito tempo] clamaram por isso". Nos Estados Unidos, a música foi o terceiro single do álbum, disponível a partir de 22 de setembro de 1998 em um formato de duas faixas. No Reino Unido, "The Power of Good-Bye" foi distribuído como um Lado A duplo com "Little Star". No resto da Europa, este último foi incluído nas versões individuais como Lado B. Nos maxi singles europeus,e um remix adicional de Dallas Austin, que trabalhou anteriormente com Madonna em seu álbum Bedtime Stories (1994), foi incluído. Como observado por Jose F. Promis do AllMusic, 'Luper Mix Super Luke Slater' a 'transforma a balada em um profundo hino house, fazendo-a soar como uma música completamente diferente'. Enquanto isso, "Good God Mix de Fabien" é descrito como "um mix pesado, eletrônico, de bateria, que mantém a integridade da música original", observou Promis.

## Gravação e composição
Depois que as sessões de composição terminaram com Nowels, Madonna começou a colaborar com Orbit e Leonard para gravar as faixas. No entanto, como Leonard não conseguiu desenvovler muita coisa por muito tempo no estúdio, Madonna trabalhou apenas com Orbit. Por volta de junho de 1997, a cantora entrou no Larrabee North Studio, Universal City, Califórnia, para gravar o álbum, acompanhado por Orbit, um engenheiro e um operador de som. De acordo com Orbit, "a maioria das faixas já existia, então Madonna trabalhava nos vocais e nas letras em casa, ou enquanto dirigia seu carro". O produtor inicialmente se sentiu desconfortável com a cantora no estúdio verificando o processo de gravação, mas gradualmente entrou em uma dinâmica de trabalho com ela. No entanto, sua natureza desorganizada quase o demitiu quando chegou à casa de Madonna para tocar "The Power of Good-Bye" e percebeu que ele não carregava a fita de áudio digital correta. Madonna não ficou impressionada e Orbit teve que "virtualmente" permanecer no estúdio por uma semana e entregar a faixa finalizada.
"The Power of Good-Bye" apresenta créditos de produção de Madonna, Orbit e Leonard, enquanto Craig Armstrong foi responsável pelo arranjo de cordas. Foi descrito na assinatura do tempo comum e é composto na  clave de Fá maior com um ritmo moderado de 80 batidas por minuto. Os vocais de Madonna variam de Sol3 a Dó5 e a música segue uma sequência básica de Fm–D♭–A♭–E♭ como sua progressão de acordes. É uma balada de cunho melancólico com toques eletrônicos, com seu arranjo "ancorado por uma batida nítida e aleatória e adoçado por ocasionais floreios orquestrais de cordas e contrastantes arranhões de violões.
De acordo com Rikky Rooksby, autor de The Complete Guide to the Music of Madonna, "The Power of Good-Bye" começa com uma sequência de arpejo de quatro acordes. Possui frases de melodia "cativantes" durante os versos e um trompete de sintetizador no final do primeiro refrão , bem como as cordas presentes no fundo. Ele também contém notas sustentadas nas seções instrumentais, uma característica das músicas em Ray of Light. Os acordes duplicados do violão dão uma vibração orgânica durante o início do segundo verso, após uma breve coda. A música também infunde blips de computador e sons de efeito techno, que Orbit alcançou usando um sintetizador analógico Korg MS-20. O produtor explicou que "[aqui] há algo sobre os picos transitórios [dos MS-20] que são muito pontiagudos. E você pode fazer essa máquina gritar. Seus dois filtros são muito severos".
Em termos líricos, "The Power of Good-Bye" fala da força que existe em deixar ir, e foi considerado "uma espécie de irmã sônica de 'Frozen'", já que ambos lidam com temas de um coração fechado para o amor. Isso é enfatizado nas letras: "Seu coração não está aberto, então devo ir", assim como "A liberdade vem quando você aprende a deixar ir, a Criação vem quando você aprende a dizer não". A ideia de usar o desapego como inspiração para a música surgiu do interesse de Madonna pela filosofia budista, além de praticar Yōga. Nowels descreveu a letra como "impressionante" e elogiou sua natureza confessional. Ele também descreveu a faixa como uma "meditação" e "um belo poema". A crítica musical australiana e amiga de Madonna, Molly Meldrum, afirmou que as letras eram sobre o ex-marido da cantora, Sean Penn. O conteúdo lírico também foi comparado às obras literárias de William Shakespeare, Sylvia Plath e Anne Sexton.

## Recepção

### Crítica
Stephen Thomas Erlewine de AllMusic escolheu "The Power of Good-Bye" como um dos destaques do Ray of Light, enquanto Amy Pettifer de The Quietus a chamou de "um dos melhores momentos [da cantora]". Larry Flick, da Billboard, elogiou o fato de que "[Madonna] enrola brilhantemente uma balada molhada de amor dentro de um quadro pop eletrônico de ponta". Ele observou que "[alguém] pode ouvir essa faixa uma dúzia de vezes e ainda extrair algo novo do arranjo rico em camadas", enquanto destaca os vocais de Madonna, escrevendo que ela "age com uma confiança que permite mesclar perfeitamente um alcance vocal estendido com uma dose considerável de emoção e alma brutas". Bryan Lark, do The Michigan Daily, escolheu a música e "Frozen" como "as duas melhores faixas do álbum", observando que ambas provaram que "[Madonna] ainda gosta de entrar no ritmo, explicando por que esse é um álbum techno e não parte da série 'Mood'". Greg Kot, do Chicago Tribune, sentiu que o "arrebatador" de "[O] "The Power of Good-Bye" [prova que] Madonna teve sucesso onde todos os seus companheiros pop falharam: ela não apenas fez um álbum de urbano, mas também um pop inteligente". Os autores Allen Metz e Carol Benson escreveram em The Madonna Companion que a faixa, junto com "Frozen" e "To Have and Not To Hold" do álbum, formou uma "trilogia dos sonhos" durante a qual Madonna faz um monólogo consigo mesma, falando sobre divindade. Rachel Brodsky, da Spin, observou que "The Power of Good-Bye" e "Frozen" foram capazes de "consolidar o cruzamento principal de uma cultura dance que antes era relegada a festas ilegais no porão". Elysa Gardner, do Los Angeles Times, percebeu que "o talento duradouro de Madonna por incorporar texturas modernas e exóticas em músicas pop acessíveis é evidente em faixas de dance vanguardista, como 'Nothing Really Matters' e 'The Power of Good-bye'." Charlotte Robinson, do PopMatters, elogiou a inclusão da gravação e de outras faixas de Orbit no álbum de compilação de Madonna de 2001, GHV2, por representar "um testemunho da capacidade [do produtor] de usar aparelhos e magia eletrônica não para alienar os ouvintes, mas para atraí-los".
Sal Cinquemani, da Slant Magazine — deu nota A– à música por sua composição — escrevendo que ela foi "estruturada como uma balada adulto contemporâneo com brilho eletrônico suficiente para parecer nervosa, 'The Power of Goodbye' foi o máximo em um eletrônico-Lite". Enquanto no ranking de melhores singles de Madonna em homenagem ao seu 60º aniversário, Jude Rogers, do The Guardian, colocou a faixa no número 29, chamando-o um dos "muitos poderosas baladas sub-aquáticas eletrônicas do Ray of Light". Da mesma forma, Chuck Arnold, da Entertainment Weekly, listou "The Power of Good-Bye" como o 41º melhor single da cantora, escrevendo que "uma referência conhecida ao apelo de olhos arregalados de seu hit anterior "Open Your Heart", este lindo adeus quase faz a mágoa valer a pena". Richard Labeau, do site Medium, considerou "uma das músicas mais subestimadas da carreira de Madonna, esta melancólica balada eletrônica é uma das suas mais emocionantes".

### Comercial
"The Power of Good-Bye" entrou no ranking da Billboard Hot 100 — tabela musical dos Estados Unidos — no número 24 da edição que terminou em 17 de outubro de 1998, tornando-se o 16º single de Madonna a estrear entre os 40 primeiros lugares e também o seu 38º single entre os 40 primeiros. Também se tornou a sétima maior estréia de sua carreira. Ele chegou ao número 11 na semana que terminou em 28 de novembro de 1998. Segundo Jose F. Promis, da AllMusic, o que impediu a música de alcançar o top 10 foi porque "[seu maxi single], infelizmente, nunca vi a luz do dia nos EUA". "The Power of Good-Bye" esteve presente por um total de 19 semanas no Hot 100. Em solo canadense, atingiu a posição máxima de número 16 na tabela da revista RPM após 10 semanas.
No Reino Unido, a música teve melhor colocação nas tabelas. O lado A com "Little Star" estreou no número seis na UK Singles Chart e esteve presente por um total de 11 semanas — vendendo 175.095 cópias até agosto de 2008 — segundo a Official Charts Company. Tornou-se o 36º single mais vendido de Madonna naquele país e em maio de 2018 foi certificado como prata pela British Phonographic Industry (BPI). A versão em CD da música foi mapeada separadamente, estreando e chegando ao número 91.
Em países como Alemanha, Áustria, Escócia, Espanha, Finlândia, Países Baixos e Suíça, "The Power of Good-Bye" foi capaz de chegar ao top 10. Seus altos posicionamentos nas paradas permitiram que a faixa se estreia-se no segundo lugar do European Hot 100 Singles, atrás de "Believe" (1998) da cantora Cher. Além disso, obteve certificações Ouro na Áustria, Alemanha e Suécia. Na Espanha, "The Power of Good-Bye" foi o único single do Ray of Light a não alcançar o número um, enquanto na Austrália  — a música foi seu primeiro single desde "Love Don't Live Here Anymore" (1996) que — não figurou dentro do top 20, alcançado a posição máxima de número 33.

## Videoclipe
O videoclipe de "The Power of Good-Bye" foi dirigido por Matthew Rolston e foi filmado de 8 a 10 de agosto de 1998 na Silvertop House em Los Angeles, Califórnia. Segundo a Entertainment Tonight, as filmagens foram emocionantes para Madonna devido ao significado da música de separação e "história de amor que deu errado". Ela queria tornar dramática a trama do vídeo, por isso escolheu Rolston como diretor e juntos inventaram a narrativa emocional do clipe. Embora respeitasse a visão do diretor, a cantora, no entanto, queria fazer parte do processo criativo das filmagens.

Madonna jogando xadrez no videoclipe de "The Power of Good-Bye". A cena foi inspirada no filme The Thomas Crown Affair de 1968

O interesse amoroso de Madonna no vídeo é interpretada pelo ator croata Goran Višnjić, que foi selecionado pela cantora depois que ela viu sua atuação no filme britânico Welcome to Sarajevo (1997). Chamando-o de "o homem mais sexy que trabalhei até hoje", Madonna explicou que "[ela] procurava um ator para participar do vídeo e seu rosto veio direto à minha mente". O vídeo estreou na MTV em 10 de setembro de 1998, alguns minutos antes do início do show do MTV Video Music Awards de 1998. Foi tocado ocasionalmente na Warner Bros após o programa de televisão Felicity, tocar a música como música de fundo durante seus anúncios na TV.
O vídeo mostra Madonna e Višnjić jogando xadrez e, finalmente, a cantora destruindo o tabuleiro, simbolizando o fim de seu relacionamento. Ela então caminha pelo mar, passando por um homem passeando com seu cachorro na praia. Cenas de Madonna cantando a música na frente de uma cortina são apresentadas. O vídeo é filmado em cores azul esverdeado e a cena do xadrez foi inspirada no filme The Thomas Crown Affair de 1968 (com Steve McQueen e Faye Dunaway). Listando o clipe no número 23 na contagem regressiva dos "55 Melhores Vídeos de Madonna", Louis Virtel de The Backlot disse que a cantora parecia "surpreendentemente linda, e sua agonia no final do vídeo ocorre apenas na luz mais linda e azulada".
As cenas mostrando Madonna caminhando sozinha na praia foram uma homenagem à atriz Joan Crawford no filme Humoresque de 1946. Christopher Rosa, do VH1, o listou como um dos 10 vídeos mais subestimados de Madonna. Ele comparou os visuais azuis ao vídeo de "Frozen", mas achou o enredo mais complexo. Rosa também observou que o final mostrando Madonna caminhando em direção ao mar era propositadamente ambíguo. "Madonna se afoga no oceano? Ela se afasta de seu amante? Seja como for, não há como negar que este vídeo sombrio é um dos mais eficazes de Madge de todos os tempos", concluiu. O vídeo pode ser encontrado nas compilações de Madonna, The Video Collection 93:99 (1999) e Celebration: The Video Collection (2009).

## Apresentações ao vivo
Madonna tocou "The Power of Good-Bye" pela primeira vez em 23 de outubro de 1998, durante o VH1 e Vogue Fashion Awards, vestidos em couro e látex pretos, acompanhados pelos filhos do Opus 118 da Escola de Artes do Harlem. Em 12 de novembro, a cantora tocou a música no MTV Video Music Awards de 1998 em Assago, Itália, vestida de preto. John Dingwall, do Daily Record, observou que Madonna "lutou" em apresentar a performance, pois ela parecia nervosa. "The Power of Good-Bye" também foi um dos poucos singles que Madonna apresentou no programa da Top of the Pops da BBC, que foi ao ar sete dias depois. Em 23 de novembro de 1998, ela apareceu no programa espanhol A La Carta, do RTVE, e performou "The Power of Good-Bye", junto com seu single europeu, "Drowned World / Substitute for Love".

## Faixas e formatos
| - Vinil e cassete americano 1. "The Power of Good-Bye" (Versão do Álbum) – 4:10 2. "Mer Girl" – 5:32 - CD single americano 1. "The Power of Good-Bye" (Versão do Álbum) – 4:10 2. "Mer Girl" – 5:32 - Maxi-CD australiano e japonês 1. "The Power of Good-Bye" – 4:13 2. "The Power of Good-Bye" (Dallas' Low End Mix) – 4:34 3. "The Power of Good-Bye" (Luke Slater's Super Luper) – 8:45 4. "The Power of Good-Bye" (Luke Slater's Filtered Mix) – 6:07 5. "The Power of Good-Bye" (Fabien's Good God Mix) – 8:22 | - Vinil europeu 1. "The Power of Good-Bye" (Dallas' Low End Mix) – 4:34 2. "The Power of Good-Bye" (Luke Slater's Super Luper) – 8:45 3. "The Power of Good-Bye" (Fabien's Good God Mix) – 8:22 4. "The Power of Good-Bye" (Versão do Álbum) – 4:10 - CD single europeu 1. "The Power Of Good-Bye" (Album Version) – 4:10 2. "Little Star" – 5:18 - Maxi CD single 1. "The Power of Good-Bye" (Versão do Álbum) – 4:10 2. "The Power of Good-Bye" (Dallas' Low End Mix) – 4:34 3. "Little Star" – 5:18 |

## Créditos e equipe
Créditos adaptados das notas do Ray of Light.
- Madonna – vocal, compositor, produtor
- Rick Nowels – compositor
- William Orbit – produtor, arranjo, programação de tambores, sequenciador, mixagem
- Patrick Leonard – produtor
- Craig Armstrong – cordas
- Mark Endert – engenheiro
- Ted Jensen – masterização
- Mario Testino – fotografia
- Kevin Reagan – direção de arte, design

## Desempenho nas tabelas musicais

### Tabelas semanais
| Tabela musical (1998)                                            | Melhor posição |
| ---------------------------------------------------------------- | -------------- |
| Alemanha (Offizielle Top 100)                                    | 4              |
| Austrália (ARIA Charts)                                          | 33             |
| Áustria (Ö3 Austria Top 40)                                      | 4              |
| Bélgica (Ultratop 50 de Flandres)                                | 31             |
| Bélgica (Ultratop 40 de Valônia)                                 | 20             |
| Canadá (RPM Single Chart)                                        | 16             |
| Escócia (OCC) The Power of Good-Bye/Little Star                  | 5              |
| Espanha (PROMUSICAE)                                             | 2              |
| Estados Unidos (Adult Contemporary)                              | 14             |
| Estados Unidos (Adult Top 40)                                    | 40             |
| Estados Unidos (Billboard 100)                                   | 11             |
| Estados Unidos (Pop Songs)                                       | 18             |
| Europa (Hot 100 Singles)                                         | 2              |
| Finlândia (IFPI Finlândia)                                       | 4              |
| França (SNEP)                                                    | 48             |
| Grécia (IFPI Grécia)                                             | 5              |
| Hungria (MAHASZ)                                                 | 6              |
| Irlanda (IRMA)                                                   | 23             |
| Islândia (Íslenski Listinn Topp 40)                              | 2              |
| Nova Zelândia (Recorded Music NZ)                                | 25             |
| Países Baixos (Dutch Top 40)                                     | 6              |
| Países Baixos (Single Top 100)                                   | 7              |
| Reino Unido (UK Singles Chart)                                   | 91             |
| Reino Unido (UK Singles Chart) The Power of Good-Bye/Little Star | 6              |
| Reino Unido (UK Dance)                                           | 39             |
| Suécia (Sverigetopplistan)                                       | 3              |
| Suíça (Schweizer Hitparade)                                      | 8              |

| Tabela musical (1998)               | Posição |
| ----------------------------------- | ------- |
| Alemanha (GfK Entertainment Charts) | 79      |
| Canadá (RPM)                        | 99      |
| Países Baixos (Dutch Top 40)        | 89      |
| Suécia (Sverigetopplistan)          | 43      |

| Tabela musical (1999)               | Posição |
| ----------------------------------- | ------- |
| Alemanha (GfK Entertainment Charts) | 89      |
| Canadá (RPM)                        | 100     |

## Certificações
| Região | Certificação | Vendas   |
| --- | ------------ | -------- |
| Alemanha (BVMI) | Ouro         | 250,000^ |
| Áustria (IFPI Áustria) | Ouro         | 25,000*  |
| Reino Unido (BPI) | Prata        | 200,000‡ |
| Suécia (GLF) | Ouro         | 25,000^  |
| *vendas baseadas apenas na certificação ^distribuições baseadas apenas na certificação ‡vendas+valores de streaming baseados apenas na certificação |              |          |